# Caroline Flack
Caroline Louise Flack (ur. 9 listopada 1979 w Londynie, zm. 15 lutego 2020 tamże) – brytyjska prezenterka telewizyjna i radiowa, aktorka, konferansjerka i osobowość telewizyjna. Pracowała dla wielu brytyjskich stacji telewizyjnych m.in. ITV, Channel 4, BBC. Znana głównie z współprowadzenia brytyjskich edycji programów takich jak: The Xtra Factor (2011–2013), The X Factor (12. edycja) wspólnie z Ollym Mursem i Love Island (2015–2019).
W 2014 roku wygrała 12. edycję programu Strictly Come Dancing w parze z Pashą Kovalevem.
W 2016 roku prowadziła audycję radiową Sunday Mornings z Gethinem Jonesem w radio Heart.
Miała siostrę bliźniaczkę Jody.
W 2019 roku była w związku z tenisistą Lewisem Burtonem. W grudniu 2019 roku Burton zadzwonił na policję prosząc o pomoc, tłumacząc, że Flack „próbowała go zabić” uderzając lampą w głowę podczas snu. Po przybyciu na miejsce policja znalazła go z raną głowy, a Flack z ranami rąk. Burton nie wniósł dalszych oskarżeń, ale Flack została aresztowana, a podczas rozprawy sąd zarządził zakaz zbliżania się Flack do Burtona do następnej rozprawy zaplanowanej na 4 marca. Flack była w złej kondycji psychicznej i źle przyjęła postanowienia sądu, zaś Burton stwierdził później, że do ataku lampą tak naprawdę nie doszło. W związku z tą sytuacją Flack straciła pracę w programie Love Island, gdzie została zastąpiona przez Laurę Whitmore. Z kolei w brytyjskich tabloidach pojawiła się seria artykułów oczerniających Flack m.in. 14 lutego The Sun wydało kartę walentynkową ze zdjęciem Flack i podpisem „I'll f***ing lamp you”. Po śmierci Flack, tabloid The Sun sukcesywnie usuwał wszystkie artykuły oczerniające Caroline.
15 lutego 2020 roku Caroline Flack została znaleziona martwa w swoim mieszkaniu w Londynie. Jej samobójczą śmierć potwierdziła rodzina i prawnik. Flack od 2015 roku zmagała się z depresją. Miała 40 lat. W związku z jej śmiercią kondolencje dla rodziny oraz wspomnienia o Caroline opublikowali jej byli współpracownicy i przyjaciele m.in. Olly Murs, Niall Horan, Kirsty Gallacher, Jonathan Ross.

## Filmografia

### Telewizja
| Rok        | Tytuł                                      | Rola                    | Uwagi      |
| ---------- | ------------------------------------------ | ----------------------- | ---------- |
| 2001       | Is Harry on the Boat?                      | Blondynka               |            |
| 2002, 2004 | Bo Selecta!                                | Bubbles                 |            |
| 2004       | Weapons of Mass Distraction                | Corporal Flack          |            |
| 2005       | The Games: Live at Trackside               | Współprowadząca         | 2 edycje   |
| 2005       | When Games Attack                          | Współprowadząca         |            |
| 2006–2008  | TMi                                        | Współprowadząca         | 3 edycje   |
| 2007       | Comic Relief Does Fame Academy             | Współprowadząca         |            |
| 2007       | Escape from Scorpion Island                | Prowadząca              | 1 edycja   |
| 2008       | Konkurs Piosenki Eurowizji 2008            | Komentatorka półfinałów |            |
| 2008       | Big Brother's Big Mouth                    | Współprowadząca         | 5 odcinków |
| 2009–2010  | I'm a Celebrity...Get Me Out of Here! NOW! | Współprowadząca         | 2 edycje   |
| 2009       | Gladiators                                 | Współprowadząca         | 1 edycja   |
| 2009       | Something for the Weekend                  | Współprowadząca         |            |
| 2009       | Dancing on Wheels                          | Uczestniczka            | Zwycięstwo |
| 2010       | The Whole 19 Yards                         | Współprowadząca         | 1 edycja   |
| 2010       | Brit Awards 2010                           | Współprowadząca         |            |
| 2011       | Minute to Win It                           | Kapitan drużyny         | 1 edycja   |
| 2011–2013  | The Xtra Factor                            | Współprowadząca         | 3 edycje   |
| 2013       | The X Factor                               | Prezenterka (kulisy)    | Live Shows |
| 2014       | Viral Tap                                  | Prowadząca              | 1 edycja   |
| 2014       | Strictly Come Dancing                      | Uczestniczka            | Zwycięstwo |
| 2015–2019  | Love Island                                | Prowadząca              | 5 edycji   |
| 2015       | The X Factor                               | Współprowadząca         | 12. edycja |
| 2015       | Text Sant                                  | Współprowadząca         |            |
| 2017–2019  | Love Island: Aftersun                      | Prowadząca              |            |